# IC 5321
IC 5321 ist eine Balken-Spiralgalaxie vom Hubble-Typ SBa im Sternbild Aquarius. Sie ist schätzungsweise 131 Millionen Lichtjahre von der Milchstraße entfernt.
Das Objekt wurde am 13. September 1896 von Lewis Swift entdeckt.